# Batalla de Cíl·lium
La batalla de Cíl·lium va tenir lloc cap el 4 juliol de l'any 544, a Cíl·lium (actual Kasserine, Tunísia), i va acabar amb una derrota dels romans dirigits pel governador Salomó, contra els laguatans i els frexes, dues tribus amazics revoltades comandades pel cap Antales, en el marc de les guerres romano-amazigues.
La revolta dels Laguatans va començar l'any 544 a causa sobretot del mal govern de Sergi, el nebot de Salomó, governador de Tripolitana. En aquest punt, Salomó decideix atacar els rebels, però el seu exèrcit és derrotat i ell mor durant la batalla. Arran d'aquesta derrota, tota l'Àfrica romana va caure en l'anarquia fins a l'arribada de Joan Troglita a finals de 546, i les seves campanyes per pacificar la província i tornar sota el control imperial el 548.

## Context

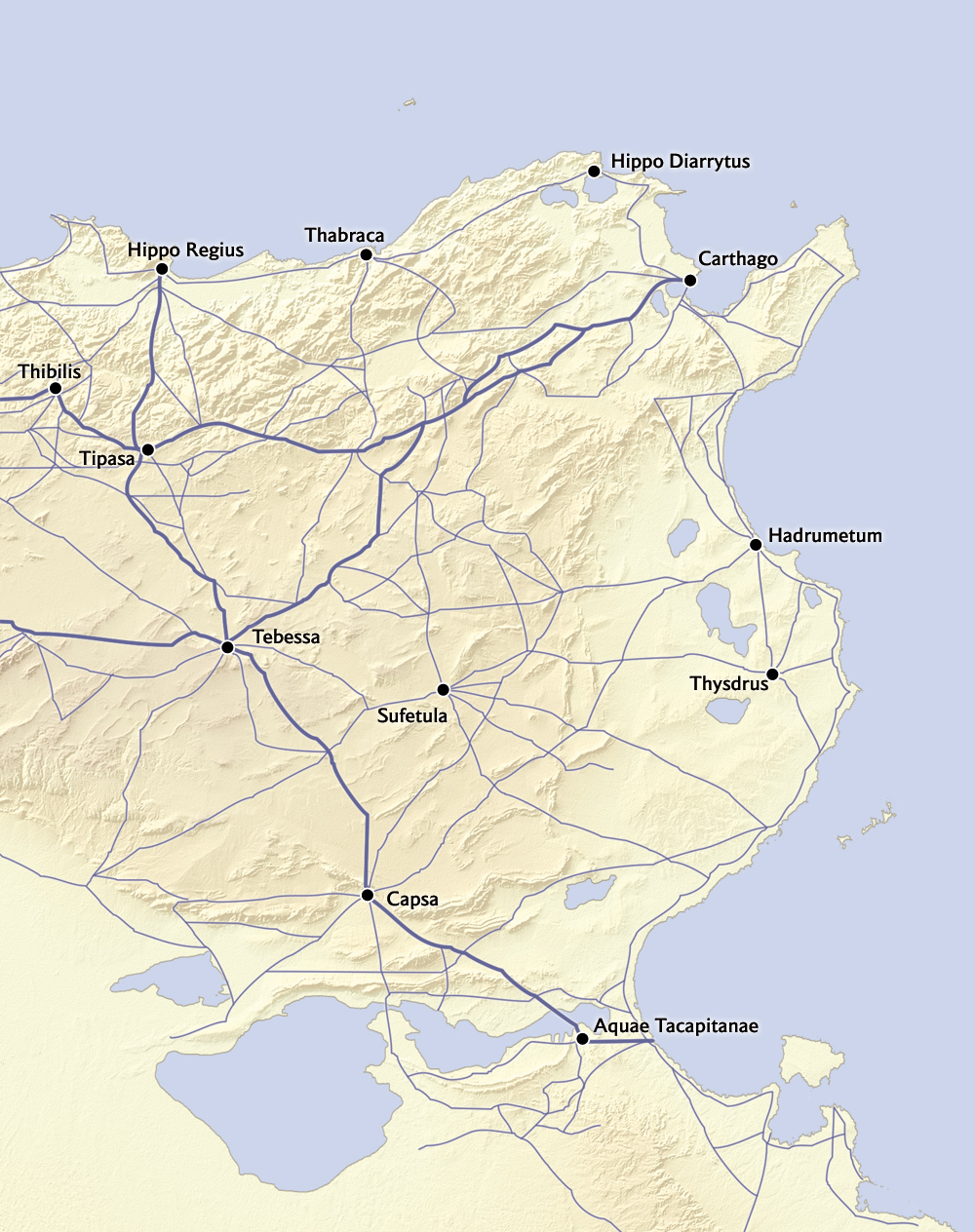
Aquí veiem la carretera Théveste (actual Tebessa, a Algèria)-Cartago. Sufètula (actual Sbeïtla, Tunísia) es troba al sud-est, a la carena tunisiana. La capital de l'Àfrica proconsular (i la prefectura pretoriana d'Àfrica), Cartago, i de Bizacena, Hadrumet, són visibles en aquest mapa.

Entre els anys 539-541, Salomó va fer construir fortificacions al voltant de les regions dominades pels amazics. El país sembla haver conegut pau i prosperitat reals segons el poeta romà Corip. Tanmateix, una afronta diplomàtica a Leptis Magna desencadenaria una segona insurrecció amazic. Sergi, nebot de Salomó i governador de Tripolitana, rep una considerable delegació de caps locals que es queixen del saqueig de les seves collites per part dels romans. Els líders nadius són tots assassinats i els laguatans s'aixequen i envaeixen la regió. Potser l'incident no es deu només a la incompetència i arrogància del governador, sinó a la pressió que les elits romanes locals estaven exercint sobre el governador. Volien allunyar els indígenes de les seves terres i cases. Tanmateix, al voltant de la mateixa època, l'any 543, Salomó va ofendre el cap Antales. Li havia retallat la pensió i va assassinar al seu germà a mans de Salomó. En lloc de pujar directament per la carretera prop de la costa que puja cap a Bizacena i Cartago, els laguatans s'uneixen a Antales a les muntanyes de Bizacena prop de la carretera Théveste-Cartago. Es tracta d'una ruta estratègica, ja que permet mantenir la comunicació entre les fortificacions romanes a les carenes que protegeixen les ciutats romanes a les planes properes a les costes  .

## Desenvolupament
Salomó va marxar de pressa per trobar-se amb els revoltats de Tebessa. Dirigint el seu exèrcit a través dels boscos, es va trobar amb l'enemic a Cíl·lium. El general podria tenir la intenció d'unir-se al seu aliat Cutzines que vivia en aquest territori o amb altres aliats amazics. Segons Corip, anava acompanyat de contingents autòctons, però no se sap si Cutzines, que havia anunciat el seu ajut, havia vingut a unir-se a ell. Segons Procopi, Salomó va comptar amb l'ajuda de Sergi i d'altres importants contingents militars imperials d'Àfrica, però no esmenta cap contingent nadiu.
Al principi, l'equilibri de poder entre els romans i els rebels era igual segons Procopi, però els amazics, superiors en nombre, van derrotar la major part de l'exèrcit romà. Les tropes romanes havien decidit lluitar de mala gana i algunes fins i tot s'hi van negar. Salomó, envoltat per un petit nombre dels seus guàrdies, va resistir durant un temps els assalts amazics. Finalment, sense poder resistir més temps, va fugir amb els seus guàrdies a la vora d'un torrent que fluïa prop del camp de batalla. Allà, el seu cavall va caure en un barranc i el general no va poder fugir. Envoltat i aclaparat, Salomó va ser capturat i assassinat pels rebels amb part dels seus guardaespatlles.
Les tropes romanes van ser derrotades, en part perquè alguns soldats havien fugit. Això podria ser degut a una traïció. Corip ho atribueix a la insatisfacció dels soldats per no haver participat en el saqueig de la batalla anterior. També atribueix la responsabilitat al futur líder rebel d'origen germànic, Guntaric, que aleshores era dux de Numídia. Segons el relat de Procopi, els romans van ser derrotats, i la traïció de Guntaric no s'esmenta.

## Conseqüències
La derrota de Cíl·lium va submergir Àfrica en l'anarquia militar fins a l'arribada de Joan Troglita el 546. Es forma una gran coalició amaziga, que malgrat el seu potencial per expulsar completament els romans d'Àfrica, no va tenir èxit per la manca d'unitat i estratègia comuna entre les diferents tribus. Entre els romans, la mort de Salomó va deixar un buit militar i polític que només l'arribada de Joan Troglita ompliria. A curt termini, les tribus es van conformar amb el saqueig en la mesura del possible, fins a les muralles de Cartago .

### Enciclopèdies
(en) Alexander Kazhdan (dir.), Oxford Dictionary of Byzantium, t. 2, New York et Oxford, Oxford University Press, 1991, 1re éd., 3 tom. (ISBN 978-0-19-504652-6 et 0-19-504652-8, LCCN 90023208).

### Llibres
- Modéran, Yves. Les Maures et l’Afrique romaine (Plantilla:Sp-) (en francès). Publications de l’École française de Rome, 2003, p. 900 (Bibliothèque des Écoles françaises d’Athènes et de Rome). ISBN 978-2-7283-1003-6.
- Bury, John Bagnell. History of the Later Roman Empire : From the Death of Theodosius I to the Death of Justinian, Volume 2 (en anglès). Dover Publications, 1958. ISBN 0-486-20399-9.
- Charles Diehl. L'Afrique byzantine : Histoire de la domination byzantine en Afrique (537-709). Ernest Leroux, 1896.
- FENTRESS Elizabeth et WILSON Andrew, « The Saharan Diaspora and the southern frontiers of byzantine north africa », dans CONANT, P., Jonathan, et STEVENS T., Susan (sous la direction), North Africa under Byzantium and Early Islam, Washington, Dumbarton Oaks Research Library and collection Trustees for Havard University, 2016, 322p.
- PRINGLE, R. Denys, Sixth-century fortifications in Byzantine Africa vol.1, DPhil. University of Oxford, 1979, 346p.